# 駒澤大学附属苫小牧高等学校
駒澤大学附属苫小牧高等学校（こまざわだいがくふぞくとまこまいこうとうがっこう、英: Komazawa University Tomakomai High School）は、北海道苫小牧市美園町一丁目にある私立高等学校。仏教系である学校法人駒澤大学の男女共学の高等学校である。略称は「駒大苫小牧」・「駒苫」。

## 概要

### 特色
母体である駒澤大学の｢建学の理念｣を継承しており、建学の精神は「行学一如」、行学目標は「信誠敬愛」。

### コース制
- 特別進学コース -  国公立大学、難関私立大学、看護医療系学校への進学を目指す。
- 総合進学コース
  - 総合系 - 進学、就職など幅広い進路や資格取得を目指す。
  - 文化系 - 美術、書道、吹奏楽の中から「専門文化」を選択履修する。
  - 体育系 - 男子硬式野球、女子硬式野球、サッカー、男子バスケットボール、卓球、チアリーディング、アイスホッケー、スピードスケートの中から「専門体育」を選択履修する。

## 沿革
- 1964年4月18日 - 開校。
- 1981年12月10日 - 修道館完成。
- 1988年12月12日 - アイスホッケーリンク完成。
- 2002年4月1日 - 普通科内にコース制導入。

## 部活動
- 体育局
  - 男子硬式野球部- 選手権に7回出場、神宮大会に5回出場、選抜大会に4回出場している。選手権大会は2004年夏（第86回）・2005年夏（第87回）に優勝、明治神宮大会は2005年の優勝、選抜は2005年春（第77回）と2014年春（第86回）の2回戦が最高成績となっている。
  - 女子硬式野球部
  - サッカー部 - 全国高等学校総合体育大会に2回出場している。
  - 卓球部
  - チアリーディング部
  - アイスホッケー部 - 1994年から2002年までインターハイ9連覇を達成後、2004年から2008年まで5連覇。優勝回数は歴代最多の35回に上る。 特に2011年は全国大会通じて無失点の完全優勝を果たしている。また、選抜でも歴代最多7回優勝している。今まで獲得した全国タイトル計42回は全国高校最多を誇り、高校アイスホッケー界の王者として君臨している。
  - スピードスケート部
  - 男子バスケットボール部 - 全国高等学校総合体育大会（インターハイ）に5回出場、全国高等学校バスケットボール選手権大会（ウインターカップ）に2回出場している。
  - 女子バスケットボール部
  - バドミントン部
  - 弓道部
  - ゴルフ部
  - ソフトテニス部
  - 柔道部
  - ストリートダンス同好会
  - 陸上同好会
  - 剣道同好会
- 文化局
  - 美術部
  - 書道部
  - 写真部
  - 合唱部
  - 茶道部
  - 社会福祉部
  - 吹奏楽局
  - 放送局
  - 図書局
  - 新聞局

## 著名な出身者

### スピードスケート
- 橋本聖子 - アルベールビルオリンピック銅メダリスト、元自転車競技選手-夏季五輪日本代表、東京オリンピック・パラリンピック組織委員会会長　参議院議員
- 長谷川恵子 - インスブルックオリンピック日本代表
- 関ナツエ - カルガリーオリンピック日本代表、自転車競技選手-ソウルオリンピック日本代表
- 山本宏美 - リレハンメルオリンピック銅メダリスト
- 田畑真紀 - バンクーバーオリンピック女子団体追い抜き銀メダリスト
- 穂積雅子 - ISUワールドカップ日本代表・バンクーバーオリンピック女子団体追い抜き銀メダリスト
- 高山梨沙 - ISUワールドカップ日本代表
- 近藤太郎 - ソチオリンピック日本代表
- 押切美沙紀 - ISUワールドカップ日本代表・ソチオリンピック日本代表・平昌オリンピック日本代表
- 鈴木靖 - サラエボオリンピック日本代表

### アイスホッケー
- 杉沢明人 - 長野オリンピック・アイスホッケー日本代表
- 桜井邦彦 - 長野オリンピック・アイスホッケー日本代表
- 荒城啓介 - ソチオリンピック・アイスホッケー中国代表監督
- 鈴木貴人 - 平昌オリンピック日本代表ヘッドコーチ
- 青木香奈枝 - 2004年女子世界選手権・アイスホッケー女子日本代表

### 野球
- 佐々木孝介 - 高校野球指導者。男子硬式野球部監督
- 本間篤史 - 社会人野球選手
- 鷲谷修也 - 元独立リーグ野球選手
- 伊藤優希 - 元独立リーグ野球選手
- 田中将大 - プロ野球選手。読売ジャイアンツ投手
- 伊藤大海  - プロ野球選手。北海道日本ハムファイターズ投手
- 若林楽人 - プロ野球選手。読売ジャイアンツ外野手
- 加藤謙如 - 元プロ野球選手
- 大累進 - 元プロ野球選手

### その他
- T-Hawk (プロレスラー) - プロレス選手。OWE
- 八木将康 - 俳優。劇団EXILE
- あいきけんた - ものまねタレント。ザゼンプロダクション
- 松井宏佑 - 競輪選手、スピードスケート選手

### 関係者
- 香田誉士史 - 元男子硬式野球部監督。西部ガス

## 系列校
- 駒澤大学
- 駒澤大学高等学校

### 関連書籍
- 大旗は海峡を越えた 駒大苫小牧野球部の軌跡 ISBN 4-8172-0232-7
- 全国制覇駒大苫小牧 2004夏甲子園熱闘ドラマ ISBN 4-89453-313-8
- めざせ三連覇!駒大苫小牧野球の挑戦 ISBN 4-89453-387-1
- 胸を張れ　駒大苫小牧準優勝　2006夏　甲子園 ISBN 4-89453-391-X
- 早実vs.駒大苫小牧 ISBN 4-02-273116-8
- 栄光のマウンド 早実vs駒大苫小牧 ISBN 4-8124-2919-6